# Battlement Mesa
Battlement Mesa è un centro abitato (census-designated place) degli Stati Uniti d'America, situato nella contea di Garfield dello stato del Colorado. Nel censimento del 2000 la popolazione era di 3.497 abitanti.

## Geografia fisica
Secondo i rilevamenti dell'United States Census Bureau, Battlement Mesa si estende su una superficie di 21,6 km².